# Prąd ucięty
Prąd ucięty (ang. cut-off current) – prąd sprowadzony gwałtownie do wartości bliskiej zeru wskutek bardzo szybkiego gaszenia łuku wyłączeniowego przez łącznik o wymuszonym gaszeniu łuku.
Według nowszej terminologii wartość tę określa się jako prąd ograniczony i oznacza się następującym symbolem {\displaystyle i_{0}.}